# Георг I (герцог Вюртемберга)
Георг I (фр. Georges I de Wurtemberg, нем. Georg I von Württemberg-Mömpelgard; 4 февраля 1498, Бад-Урах — 17 июля 1558, Киркель) — граф Монбельяра.

## Молодые годы
Георг родился во втором браке Генриха Вюртембергского и Евы, дочери графа Зальмского Жана IV.
В 1514 году в возрасте 16 лет Георг получает графство Харбург (Швабия), эльзасский город Риквир и замок Бильштайн. В 1519 году скончался его отец, а его старший единокровный брат, герцог Ульрих, был низложен и выслан из Вюртемберга. Георг попытался оказать ему вооруженную поддержку и был вынужден также отправиться в ссылку в Страсбург.
2 сентября 1526 года изгнанный герцог Ульрих продал Георгу графство Монбельяр вместе с подчинёнными землями, с условием обратного выкупа. Примечательно, что Георг I в своей жизни дважды был сувереном графства Монбельяр. Первый раз, в период с 1526 года по 1542 год, на время изгнания своего брата Ульриха Вюртембергского.

## Протестантское движение

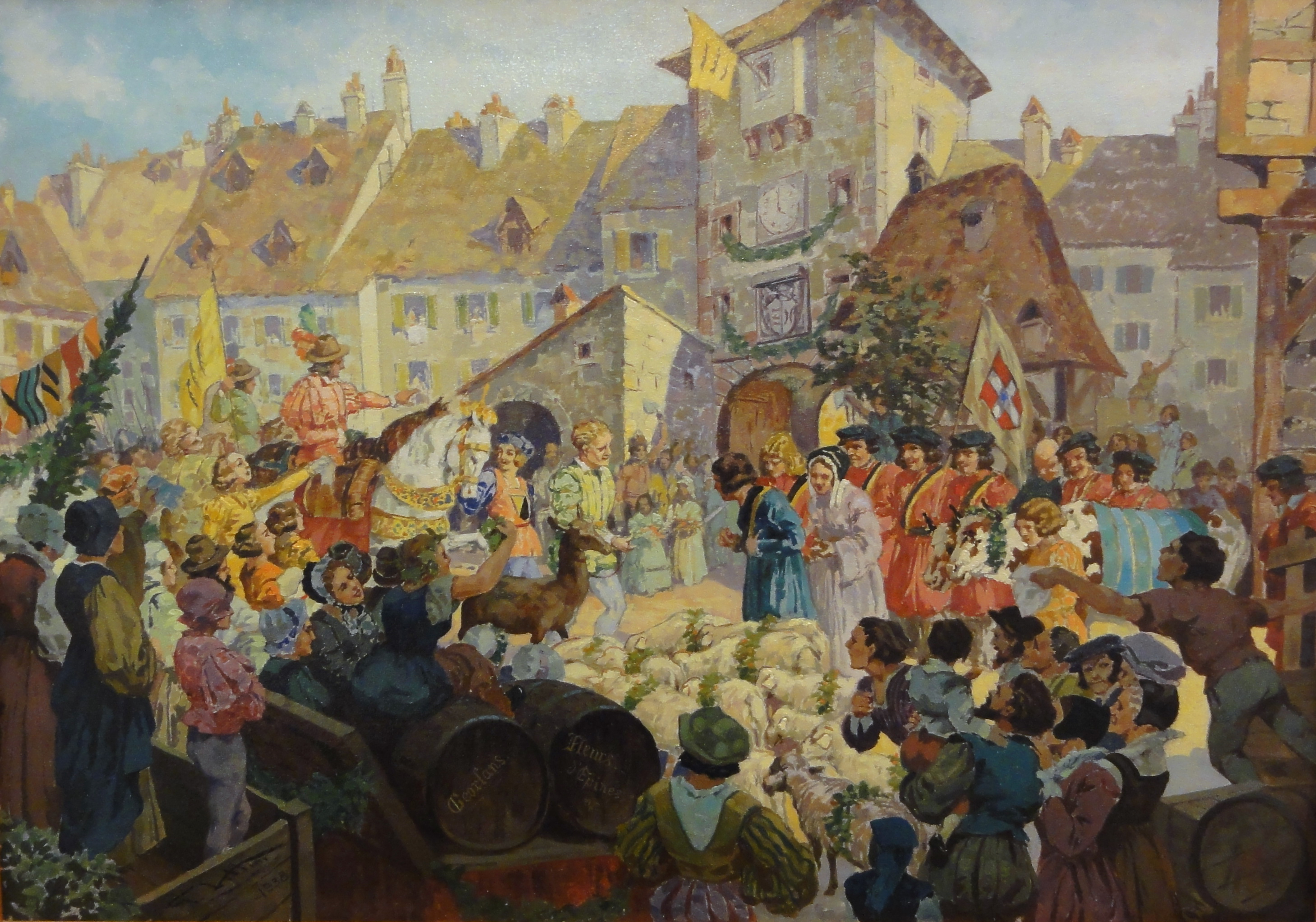
Торжественное прибытие графа Георга I в Монбельяр

В 1531 году Георг решил присоединиться к протестантскому Шмалькальденскому союзу, выступившему против императора Карла V.
Граф Георг закрепляет протестантские реформы, совместно с Ульрихом пригласив в Монбельяр в 1535 году протестантского пастора Пьера Туссена, ставшего управляющим «французской церковью» города.
Эта историческая эпоха отмечена во Франции крупными религиозными конфликтами между католиками и протестантами, при этом в Монбельяре католицизм практически исчез. Вскоре, теологические противоречия в Монбельяре возникли между сторонниками Кальвина, чьё ортодоксальное направление было популярно во Франции и в Швейцарии, и приверженцами Лютера, чьё вероучение активно насаждалось германскими князьями. В конечном итоге в Монбельяре окончательно закрепилось лютеранство.
При содействии одного из предводителей Шмалькальденского союза (и будущего тестя) ландграфа Гессенского Филиппа I, изгнанный брат Ульрих смог вернуться к власти в Вюртемберге. Ульрих выкупил обратно графство Монбельяр у Георга, и в 1542 году назначил туда наместником своего 27-летнего сына Кристофа.
Ульрих умер в 1550 году.
По условиям Пассауского договора 1552 года Вюртемберги получили право сохранить владение графством Монбельяр, и в следующем, 1553 году, герцог Кристоф передаёт Монбельяр вместе со всеми монбельярскими зависимыми землями Георгу, который стал сувереном во второй раз, переехал в замок Монбельяр и правил Монбельяром вплоть до своей смерти в 1558 году.

## Семья и дети
Граф Георг I женился поздно, в возрасте 57 лет, на 19-летней Барбаре, дочери ярого поклонника учения Лютера Филиппа Гессенского, прозванного Великодушным.
В этом браке было три ребёнка:
- Ульрих (1556—1557)
- Фридрих I (1557—1608), взявший в жёны Сибиллу Ангальтскую (1564—1614), дочь князя Ангальта Иоахима Эрнста (1536—1586)
- Ева Кристина (1558—1575)

Георг I скончался в Цвайбрюккене (германские земли Рейнланд-Пфальц). Его единственный наследник, сын Фридрих I, стал графом Монбельяра и, впоследствии, герцогом Вюртемберга.
Георг I принадлежал к старшей ветви Вюртембергского дома, основателем которой считается его отец Генрих Вюртембергский. Когда в 1593 году сын герцога Кристофа Людвиг скончался, не оставив наследника, герцогство Вюртемберг перешло сыну Георга, графу Монбельяра Фридриху I.